# メフィスト惨歌
「メフィスト惨歌」（メフィストさんか）は、藤子・F・不二雄（発表時は藤子不二雄名義）の読み切り漫画作品。『藤子・F・不二雄 SF短編集PERFECT版』第5集に収録。初出は『漫画アクション増刊』（双葉社）1979年4月14日号。

## あらすじ
友人の裏切り、失業、そしてたった今失恋した高木健の目の前に悪魔が現れた。悪魔は高木の望み（金額にして3000万円相当）を叶える代償として、高木の死後、魂を貰う契約を持ちかける。

## 登場人物
悪魔メフィスト
営業成績不振の「魂のバイヤー」。心臓に持病を持つ。高木と魂の売買契約を交わす。
「メフィスト」とはメフィストフェレスのことである。
高木 健（たかぎ けん）
不運続きのさえない男。いきなり目の前に悪魔が現れてもまるで動揺せずに応ずる。契約書の書式を細かく指定する。

## ドラマ
藤子・F・不二雄 SF短編ドラマの1作としてドラマ化。主演は、又吉直樹と遠藤憲一。